# Polygenis vazquezi
Polygenis vazquezi är en loppart som beskrevs av Vargas 1951. Polygenis vazquezi ingår i släktet Polygenis och familjen Rhopalopsyllidae. Inga underarter finns listade i Catalogue of Life.